# 沈氏擬花鮨
沈氏擬花鮨，又稱沈氏擬花鱸，為輻鰭魚綱鱸形目鱸亞目鮨科的其中一種，分布於西澳大利亞Rowley Shoals及Scott礁海域，棲息深度25-46公尺，體長可達10.5公分，棲息在珊瑚礁區，為底棲性魚類，屬肉食性，生活習性不明。

## 擴展閱讀
維基物種上的相關：沈氏擬花鮨